# Zvíkov (okres České Budějovice)
Zvíkov je obec ležící v okrese České Budějovice, kraj Jihočeský, zhruba 4 km jižně od Lišova a 11 km východně od Českých Budějovic. Žije zde 256 obyvatel. Součástí obce je také osada Ortvínovice.

## Historie
První písemná zmínka o Zvíkově pochází z roku 1357, kdy se pečetí na listině připomíná vladyka Nedamír ze Zvíkovce (de Zwyekowecz). Až do 17. století jméno vsi kolísalo mezi tvarem Zvíkov a jeho zdrobnělinou Zvíkovec. Od poloviny 19. století je Zvíkov samostatnou obcí, vyjma let 1976 až 1990, kdy byl přičleněn k Lišovu.
Nejvýznamnější památkou v obci je pozdně gotická tvrz, původně dvoupatrová, dnes jednopatrová budova mírně obdélníkovitého půdorysu z neomítnutého kamenného zdiva. Zvíkovská tvrz stylově odpovídá stavbám doby jagellonské (15.–16. století), kdy byl majitelem Zvíkova Jiřík Majnuš z Březnice. Takových staveb se v Čechách zachovalo velmi málo. Podle desky zasazené do zdi se uvádí rok 1406, ale deska sem byla zřejmě zasazena až později.

## Pamětihodnosti
- Zvíkovská tvrz založená ve druhé polovině 14. století
- Kaplička z roku 1887
- V místech samoty Ovčín jihozápadně od Zvíkova stávala vesnice a tvrz Vztuhy.